# Макаров, Анатолий Николаевич (писатель)
Анато́лий Никола́евич Мака́ров (укр. Анатолій Миколайович Макаров; 28 января 1939, Дальний Восток России — 4 декабря 2015, Киев) — советский и украинский литературный критик, писатель, культуролог, исследователь киевской старины.
Член Национального союза писателей Украинской ССР с 1967 года. Удостоился ряда литературных наград, в частности, премии в области литературно-художественной критики имени А. Белецкого и премии Национального союза писателей Украины «Благовіст».

## Биография
Анатолий Макаров родился 28 января 1939 года, в семье военного, на Дальнем Востоке в военном лагере строительного полка на реке Амур.
С 1953 года жил в Киеве.
В 1962 году окончил филологический факультет Киевского университета имени Тараса Шевченко.
В 1962 году родился сын — Глeб в браке с Ириной Макаровой-Вышеславской.
С 1992 года в браке с Татьяной Георгиевной Макаровой.
Работал в газете «Літературна Україна» (1962—1967), издательстве «Український письменник» (1967—1994), альманахе «Хроніка-2000» (1994—2004), вел авторские колонки в газетах «Независимость», «Вечірній Київ», «Факты».
Автор многочисленных аналитических статей и очерков по вопросам литературы, искусства, истории культуры и психологии творчества.
Принимал активное участие в литературном процессе в 1960-х — первой половине 1990-х годов. Автор блестящих статей, посвященных творчеству Ивана Драча, Лины Костенко, Ирины Жиленко, Николая Винграновского, Василия Симоненко и др.
А. Макаров — выдающийся знаток украинского народного изобразительного искусства. Непревзойденным образцом осмысления народной культуры является его исследования творчества Екатерины Билокур. Глубоко исследовал классическое наследие народных художниц Параски Власенко, Марии Примаченко, Ганны Собачко-Шостак.
Сферу его исследовательских интересов отличал широкий диапазон: от наскальных росписей и иконописи до современного и абстрактного искусства.
А. Макаров написал сценарий (в соавторстве с Романом Корогодским) к первому фильму режиссёра Романа Балаяна «Анатоль Петрицкий», снятого на Киевской киностудии документальных фильмов. Однако в условиях идеологического давления фильм на коллегии Комитета госкино не был одобрен для проката.
В последние годы занимался исследованием бытовой культуры Киева XVIII—XIX ст.

## Награды и премии
- Премия в области литературно-художественной критики имени А. Белецкого (1991)
- Премия Национального Союза писателей Украины «Благовіст» (1994)
- Премия имени Гелен Щербан-Лапики (Австралия, 1996)
- Художественная премия столицы Украины «Київ» им. Евгения Плужника (2002)
- Черниговская областная премия имени М. Коцюбинского (2004)

## Книги
- «Розмаїття тенденцій» (1969). (укр.)
- «Барви щедрої землі» (в соавторстве, 1970). (укр.)
- «Світ образу» (1977). (укр.)
- «П’ять етюдів. Підсвідомість і мистецтво» (1990). (укр.)
- «Мазепа — будівничий» (1991). (укр.)
- «Світло українського Бароко» (1994). (укр.)
- Антология мирового анекдота. «От великого до смешного» (составление и комментирование, 1994).
- «Хрещатик. Культурологичний путівник» (в соавторстве, 1997). (укр.)
- «Володимирська. Культурологичний путівник» (в соавторстве, 1999). (укр.)
- «Чернігівські Афіни» (в соавторстве, 2002). (укр.)
- «Малая энциклопедия киевской старины» (2002, 2005, 2012).
- «Киевская старина в лицах» (2005).[3]
- «Были и небылицы старого Киева» (2013).
- «Новый год и Рождество. История и традиции». — К. : Скай Хорс, 2013, (электронная книга), магазин APPSTORE.
- «Рождество и Новый год в старом Киеве. Из истории святочных обычаев». — К. : Скай Хорс, 2015.
- «Стиль жизни, нравы и вкусы старого Киева». Книга первая из семитомной серии «Мир киевской старины». — К. : Скай Хорс, 2017. — 380 с.
- «Благоустройство старого Киева». Книга вторая из семитомной серии «Мир киевской старины». — К. : Скай Хорс, 2017. — 191 с.
- «Старокиевские силуэты». Книга третья из семитомной серии «Мир киевской старины». — К. : Скай Хорс, 2017. — 223 с.
- «Горний город. Из православной жизни Киева XIX века»Книга четвертая из семитомной серии «Мир киевской старины». – Киев : Sky Нorse, 2018. – 224 с.
- «Беды, язвы и пороки старого Киева» Книга пятая из семитомной серии «Мир киевской старины». – Киев : Sky Нorse, 2018. – 224 с.
- Енциклопедист київської старовини : (до 80-річчя від дня народження Анатолія Макарова) : біобібліографічний покажчик. – Київ, 2019. – 64 с. – Доступнo : https://ru.calameo.com/read/00510385322ded6a0d310

## Избранные Интернет-публикации
- Макаров А. «В пожарных депо Киева лошади проходили специальное обучение: они не боялись огня и умели… надевать на себя сбрую»
- Макаров А. «Во время весеннего ледохода по Днепру плыли сараи, дома, зайцы, лисы и ревущие коровы»
- Макаров А. «Узнав о первоначальной смете расходов на строительство здания университета, царь Николай I возмутился: „Восемь миллионов рублей на каких-то мальчишек?!“»
- Макаров А. «На вступительных экзаменах в университет профессора и преподаватели частенько подсказывали абитуриентам, а порой даже помогали вытянуть „помеченный“ билет»